# 拜奈·费伦茨
拜奈·费伦茨（匈牙利語：Bene Ferenc，1944年12月17日—2006年2月27日），匈牙利男子足球运动员，司职前锋。他曾代表匈牙利国家队参加1964年夏季奥林匹克运动会足球比赛，获得一枚金牌。